# Fátima Báñez
María Fátima Báñez García (ur. 6 stycznia 1967 w San Juan del Puerto) – hiszpańska polityk, prawniczka i ekonomistka, posłanka do Kongresu Deputowanych, od 2011 do 2018 minister pracy i opieki społecznej.

## Życiorys
Absolwentka studiów z zakresu prawa i ekonomii na Universidad Pontificia Comillas (1992). Początkowo pracowała w sektorze prywatnym, od 1997 do 2000 była członkinią rady dyrektorów publicznego nadawcy Radio y Televisión de Andalucía.
Zaangażowała się w działalność polityczną w ramach Partii Ludowej, w 1996 weszła w skład władz regionalnych tego ugrupowania w Andaluzji. W 2000 po raz pierwszy uzyskała mandat posłanki do Kongresu Deputowanych. Do niższej izby Kortezów Generalnych była następnie wybierana w wyborach w 2004, 2008, 2011, 2015 oraz 2016. W grudniu 2011 w gabinecie Mariano Rajoya objęła urząd ministra pracy i opieki społecznej. Pozostała na tym stanowisku również w utworzonym w listopadzie 2016 drugim rządzie dotychczasowego premiera. Zakończyła urzędowanie w czerwcu 2018, gdy gabinet ten przegrał głosowanie nad wotum nieufności.